# Masaki Imai
Masaki  Imai (1930)  je  japanski  teoretičar organizacije i savetnik  za  menadžment, poznat  po  svom radu  na  upravljanju  kvalitetom, posebno  u  Kaizenu.

## Život  i  rad
Rođen  u  Tokiju, Imai  je  1955. godine  diplomirao  na Tokijskom  univerzitetu, gde je nastavio  da  radi u  medjunarodnim odnosima.  Krajem  1950-ih  Imai  je  pet  godina  radio  u  Vašingtonu  u  Japanskom produkcionom  centru, gde  je bio  odgovoran  da  prati  grupe  japanskih privrednika. Godine 1962.  u  Tokiju  je  osnovao  svoju  agenciju  za  zapošljavanje i angažovanje  rukovodećeg, izvršnog  i  istraživačkog  osoblja. Godine  1966.  osnovao  je  Kaizen  Institut  Konsalting Grup (KICG)  kako  bi  pomogao  kompanijama  da  uvedu  koncept  Kaizen  filozofije  i  alata. Iste  godine  je  u  Japanu  objavio  knjigu   Kaizen- japanski  duh  poboljšanja.

## Kaizen
Kaizen  je  japanski  termin- kovanica od  dve  reči koja  označava poboljšanje  ili  promenu  na  bolje. Odnosi  se  na  filozofiju  koja  se  fokusira  na  kontinuirano  poboljšanje  procesa  u proizvodnji, inženjerstvu  i  poslovnom  menadžmentu.
Polazna  tačka  za  poboljšanje  je  prepoznavanje  potreba, a  ona  dolazi  od  prepoznavanja  problema. 